# Snipp, snapp, snorum
Snipp, snapp, snorum är en ramsa, ofta använd av barn. 
Ramsan börjar Snipp, snapp, snorum, hej basalorum.
I H.C. Andersens saga "Snödrottningen" från 1845 förekommer också uttrycket, om än i dansk form: "Og Snip-snap-snurre-basselurre!" sagde Røverpigen, tog dem begge to i Hænderne og lovede, at hvis hun engang kom igjennem deres By, saa vilde hun komme op at besøge dem (...)"
I Jörns socken i Västerbotten ligger några samhällen som på 1800-talet fick sina namn efter ramsan: Snipp, Snapp, Snorum, Hej och Basalorum.